# Doppelkupplungsgetriebe

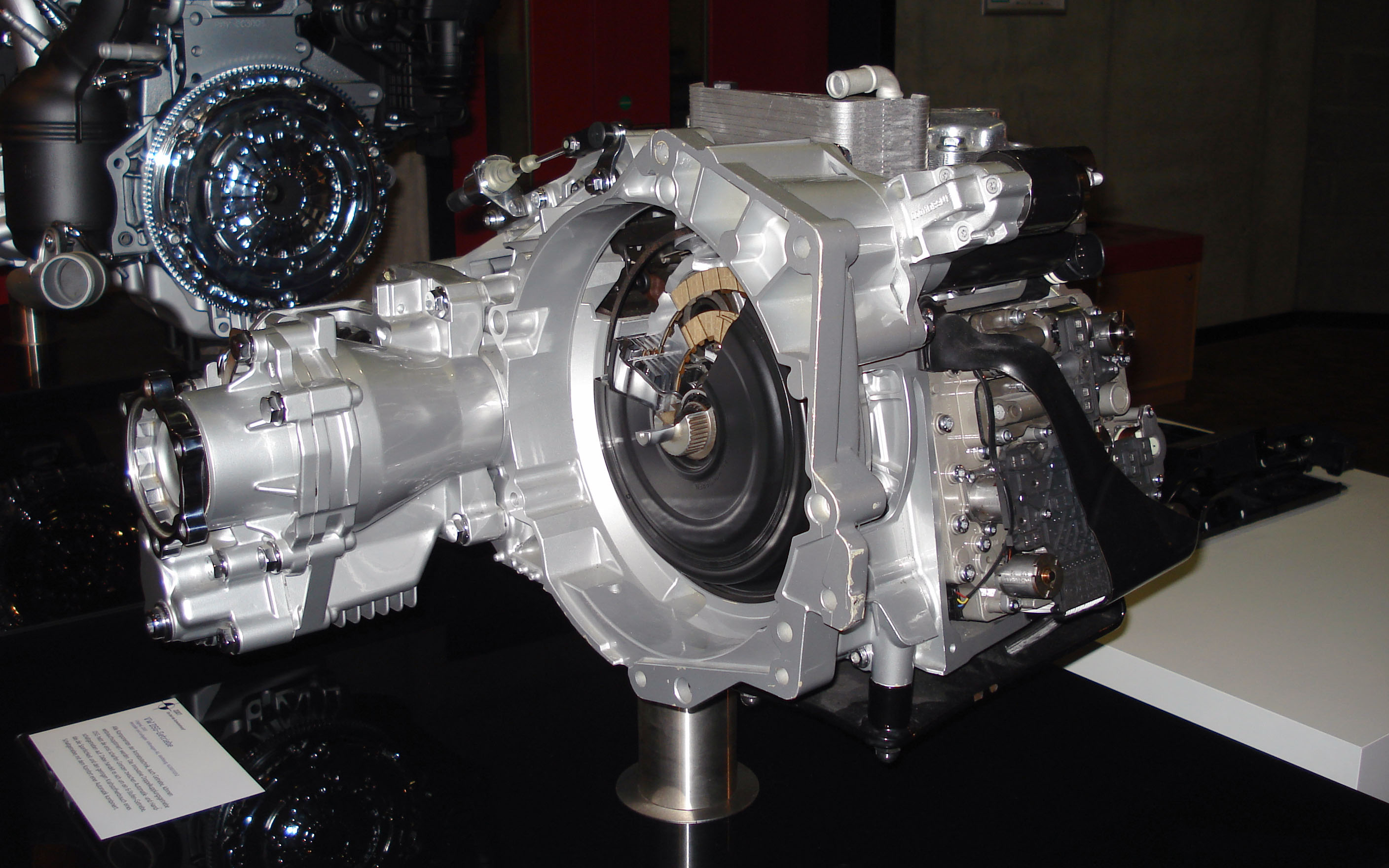
VW-Direktschaltgetriebe (DSG)

Ein Doppelkupplungsgetriebe ist ein automatisiertes Schaltgetriebe, das mittels zweier Teilgetriebe einen vollautomatischen Gangwechsel ohne Zugkraftunterbrechung ermöglicht. Die Getriebesteuerung wählt die Gänge selbsttätig oder nach Fahrerwunsch (Schaltwippen/Wählhebel) im Rahmen der zugelassenen Drehzahlbereiche. Im Gegensatz zu Automatikgetrieben mit hydraulischem Drehmomentwandler erfolgt die Übertragung des Moments über eine von zwei Kupplungen, die zwei Teilgetriebe mit dem Antrieb verbinden. Wie beim automatischen Getriebe mit hydraulischem Drehmomentwandler ermöglicht auch dieses Prinzip einen Gangwechsel ohne Zugkraftunterbrechung, indem gleichzeitig eine Kupplung schließt, während die andere öffnet.

## Getriebeaufbau

Prinzipbild eines Doppelkupplungsgetriebes

Wie das Prinzipbild zeigt, besteht das Doppelkupplungsgetriebe aus zwei automatisierten Teilgetrieben mit jeweils einer Kupplung. Ein Teilgetriebe trägt die geraden Gänge (grau dargestellt), das andere die ungeraden Gänge (blau dargestellt). Der Rückwärtsgang (hier nicht dargestellt) kann je nach Getriebekonzept dem geraden oder ungeraden Teilgetriebe zugeordnet sein.
Vom Radsatzprinzip entsprechen die Teilgetriebe einem manuellen Fahrzeuggetriebe, diese werden daher hier nicht näher beschrieben. Eine Besonderheit ist der Getriebeausgang; die beiden Teilgetriebe arbeiten auf einem gemeinsamen Getriebeausgang.

## Ablauf der Schaltvorgänge
Eine elektronische Getriebesteuerung entscheidet entsprechend den Schaltprogrammen, (vor allem) der Drehzahl beziehungsweise Geschwindigkeit und der Anforderung des Fahrers (Gaspedal, Wählhebel) über die Gangwahl und steuert die Schaltvorgänge. Die integrierte Aktorik betätigt die Teilgetriebe und die Kupplungen elektromechanisch oder hydraulisch.
Vor dem Schalten wird zunächst im lastfreien Zweig der zu schaltende Gang eingelegt (Vorwahl). Dann wird die Kupplung des vorgewählten Ganges geschlossen und die des bisher belasteten Ganges gleichzeitig geöffnet (Momentenübergabe). Durch elektronisch aufeinander abgestimmtes „Schleifen“ der beiden Kupplungen geschieht in dieser Phase die Anpassung der Motordrehzahl an die neue Getriebeübersetzung. Es wird somit ohne Zugkraftunterbrechung geschaltet. Die Dauer dieser Phase wird, um einen deutlichen Ruck zu vermeiden, vom Drehzahlunterschied abhängig gemacht und beträgt einige Hundertstel- bis Zehntelsekunden. 
Ohne Zugkraftunterbrechung kann dabei allerdings nur von einem geraden in einen ungeraden Gang und umgekehrt geschaltet werden. Die Steuerung wählt aus diesem Grund situationsabhängig einen vorübergehenden Stützgang aus dem anderen Teilgetriebe aus. Ist beispielsweise bei Fahrt im fünften Gang mit relativ niedriger Drehzahl und relativ hoher Last mechanisch auch der vierte Gang eingelegt, so muss nur die Doppelkupplung betätigt werden, um das Moment tatsächlich über den vorgewählten Stützgang (in diesem Fall der Vierte) zu übertragen und dessen Übersetzung wirksam werden zu lassen. Wird in der Beispielsituation aber manuell oder durch Kick-down (Durchtreten des Gaspedals) der dritte Gang angefordert, schaltet das Getriebe trotzdem kurz in den Vierten und erst dann in den Dritten. Je nach Programmierung sind bei einem Kick-down auch beide Kupplungen geöffnet, der angeforderte Gang wird eingelegt und die entsprechende Kupplung wieder geschlossen, was jedoch zirka 1–2 Sekunden in Anspruch nimmt und so zu einer Zugkraftunterbrechung führt.

## Bedienung
Das Doppelkupplungsgetriebe ist ein automatisches Getriebe. Die Bedienung des Getriebes entspricht weitgehend der Handhabung anderer vollautomatischer Getriebe. Eingriffe des Fahrers sind nur in Form von Betätigungen des Wählhebels bei Fahrtantritt, zum Rückwärtsfahren und Parken erforderlich oder in besonderen Situationen, wenn z. B. ein niedriger Gang bei starkem Gefälle empfohlen wird. Wünscht der Fahrer die manuelle Gangwahl, kann er dies beispielsweise über Schaltwippen am Lenkrad oder durch Tippen (nach vorn oder hinten) des Wählhebels einer zweiten Gasse auslösen.

## Kupplungsvarianten
In Doppelkupplungsgetrieben kommen in der Regel zwei nasslaufende Lamellenkupplungen oder Einscheibentrockenkupplungen zum Einsatz.
Einscheibentrockenkupplungen in Doppelkupplungsgetrieben werden serienmäßig nur in der Kompaktklasse mit Motoren bis etwa 250 Nm Drehmoment eingesetzt, da die Abführung der größeren Verlustwärme bei höheren Leistungen schwierig zu realisieren ist.
Nasslaufende Kupplungen erlauben bei gleicher Baugröße höhere Drehmomente und Fahrzeugmassen. Die beim Schaltvorgang und Anfahren entstehende Verlustwärme wird über einen Kühlölstrom abgeführt. Als Ölsumpf wird üblicherweise das Getriebe selbst verwendet. Das Öl dient somit sowohl zur Kühlung der Kupplung als auch zur Schmierung des Radsatzes. Eine nasse Doppelkupplung hat immer ein gewisses Schleppmoment im geöffneten Zustand, dadurch kommt es zu höheren Leerlaufverlusten, was eine Wirkungsgradverminderung zur Folge hat. Zusätzlich dazu sorgt der Betrieb der Ölpumpe (Leistung ca. 500 Watt) für eine Verringerung des Gesamtwirkungsgrades um insgesamt 3–4 %.
Darüber hinaus unterscheiden sich Doppelkupplungsgetriebe auch in der Anordnung der Kupplungen. Üblich sind neben der Anordnung zweier Kupplungen gleichen Durchmessers hintereinander (vgl. Prinzipbild) auch Konstruktionen, bei denen ein unterschiedlicher Scheibendurchmesser eine Verschachtelung der beiden Kupplungen ermöglicht (vgl. Abbildung VW-DSG). Vorteil dieser Anordnung ist eine kürzere Baulänge des Getriebes.

### Varianten der Aktorik
Wie auch beim automatisierten Schaltgetriebe existieren verschiedene Konzepte mit dem Einsatz unterschiedlicher Aktoren zur Ausführung des Schaltvorgangs sowie zur Betätigung der Kupplung: hydraulische Aktorik bzw. elektromechanische Aktorik. Beide Prinzipien haben sowohl Vor- als auch Nachteile. So ist die hydraulische Aktorik, die mit integrierten Hydraulikzylindern arbeitet, z. B. schneller, während die elektromechanische Aktorik, die mit integrierten Elektromotoren arbeitet, energiesparender ist.
2014 brachte Honda eine 8-Gang-Version mit zusätzlichem Drehmomentwandler auf den Markt, zunächst im Acura ILX auf Basis des Honda Civic für den US-Markt. Bei diesem Getriebe 8 DCT kommt ein Drehmomentwandler für einen möglichst weichen Anfahrvorgang zum Einsatz, welcher auch bei Bedarf vor Schaltvorgängen zur Anpassung der Drehzahl dient.

## Hybridantrieb über Teilgetriebe
Wird an der Eingangswelle eines der beiden Teilgetriebe ein Startergenerator montiert, kann ein Hybridantrieb realisiert werden, der neben den Betriebsarten des Parallelhybrids zusätzliche Betriebsarten erlaubt, die sonst eine zusätzliche Kupplung erfordern, die im Doppelkupplungsgetriebe ja bereits integriert ist. Ein so angeordneter Startergenerator kann jedoch nicht die Schwungscheibe ersetzen, wie dies Parallelhybride und Kurbelwellen-Startgeneratoren erlauben. Ist der Startergenerator durch die geöffnete Kupplung vom stillstehenden, also schleppverlustfreien Verbrennungsmotor getrennt, erlaubt dies einen elektrischen Fahrzeugantrieb, Bremsenergierückgewinnung und elektrischen Betrieb der Klimaanlage. Ist der Startergenerator über die geschlossene Kupplung des Teilgetriebes mit dem laufenden Verbrennungsmotor verbunden, so kann dieser elektromotorisch unterstützt oder zur Batterieladung belastet und sein Arbeitspunkt beeinflusst werden. Ist hierbei das andere Teilgetriebe auf Grund der Gangwahl ebenfalls mit dem Motor verbunden, so muss das erste Teilgetriebe in Neutralstellung sein. Voraussetzungen sind neben den zwei bereits vorhandenen Kupplungen, den zwei bereits vorhandenen Teilgetrieben und der Möglichkeit, das Teilgetriebe in Neutralstellung zu betreiben, für die jeweilige Funktion ausreichende Eigenschaften der Batterie und des Startergenerators.

## Geschichte und Markennamen
Die britischen Morgan Threewheeler hatten bis 1931 ein Zweigang-Doppelkupplungsgetriebe mit zwei Antriebsketten am Hinterrad. Im Jahr 1939 meldeten der französische Erfinder Adolphe Kégresse und 1940 der Darmstädter Professor Rudolf Franke erste Patente für eine Art Doppelkupplungsgetriebe an. Doch erst in den 1980er Jahren wurde es von Porsche unter dem Namen PDK (Porsche-Doppelkupplungsgetriebe) vorgestellt. Die ersten Studien zum PDK gingen auf das Jahr 1969 zurück, als der für Porsche tätige Ingenieur Imre Szodfridt das PDK anregte. Daraus ergab sich das Porsche-Getriebe Typ 919, dessen Entwicklung vom damaligen Porsche-Technikchef Ferdinand Piëch unterstützt wurde, das aber aufgrund zu ruppiger Schaltvorgänge nicht in die Serienfertigung gelangte. Im Zuge der Entwicklung des Porsche 956/962 wurde das PDK wieder aktuell und mehrfach von Porsche im Rennsport eingesetzt.
In Großserie wurde ein Doppelkupplungsgetriebe erstmals unter der Bezeichnung Direktschaltgetriebe (DSG) von VW im Jahr 2003 eingeführt. Hersteller der nasslaufenden Doppelkupplung ist der Zulieferer BorgWarner Transmission Systems. Seit 2008 verwendet VW auch 7-Gang-Direktschaltgetriebe mit Trockenkupplung für kleinere Motoren bis 132 kW und Drehmomente bis 250 Nm. 2009 folgte mit dem DQ500 ein weiteres Modell, das in größeren Fahrzeugen bis zu 600 Nm angeboten wird.
Bei deutschen Automobilherstellern werden Doppelkupplungsgetriebe z. B. der Firma Getrag (u. a. bei BMW und Mercedes) oder Eigenentwicklungen (u. a. bei der Volkswagen AG mit dem DSG und bei Mercedes mit Getriebebaureihe 724) verbaut.
Namen bzw. Marken bei Fahrzeugherstellern (teilweise keine Eigenentwicklungen, sondern von Zulieferern):
- Audi quattro S1 (Rallyesporttourenwagen). Durch den Audi Quattro S1 hat das Doppelkupplungsgetriebe viel an Bedeutung gewonnen
- Fiat Powertrain Technologies – DDCT
  - Alfa Romeo – TCT (Twin Clutch Transmission) 6-Gang im MiTo, Giulietta und 4C
  - Fiat – DCT 6-Gang im Fiat 500X und Fiat Tipo (Typ 356)
  - Jeep – 6-Gang im Jeep Renegade am 1.4 MultiAir (wie Fiat 500X) und 1.6 MultiJet
  - Suzuki – TCSS (Twin Clutch System by Suzuki) (6-Gang) im Suzuki SX4 S-Cross und Suzuki Vitara (2015) an einem Fiat 1,6-l-Turbodiesel
- Getrag – Getrag PowerShift bzw. DCT (Dual Clutch Transmission)
  - für Quermotoren
    - Alpine – 7-Gang in der Alpine A110 (2017)
    - BMW – 7-Gang Steptronic (Doppelkupplung) im BMW X1 (F48) ab 07/2017, BMW X2 (F39) ab 03/2018
    - Mini – 7-Gang Steptronic (Doppelkupplung) im Mini 3-Türer, 5-Türer, Cabrio ab 03/2018
    - Chrysler – PowerShift (Vorstellung auf der IAA 2007 im Dodge Journey in Kombination mit 2,0-l-Turbodiesel)
    - Ford – Powershift (Markteinführung Frühjahr 2008)
    - Mitsubishi – Twin Clutch SST (Sport Shift Transmission, Vorstellung November 2007 im Lancer Evolution X), Mitsubishi Outlander
    - PSA – DCS – Dual Clutch System Peugeot 4007, Citroën C-Crosser (wie Mitsubishi Outlander)
    - Renault – EDC (Efficient Dual Clutch) schrittweise bis 2016 in allen Baureihen Twingo, Clio, Captur, Megane, Scenic, Kadjar, Talisman, Espace
    - Dacia – EDC (Efficient Dual Clutch) im Duster 110 dCi
    - Mercedes-Benz – 7G-DCT – 7DCT300 – A-Klasse W177 am A200 (250 Nm) und A180d (260 Nm) ab 04/2018, die drehmomentstärkeren Motoren siehe Mercedes-Benz Powertrain
    - Smart – Twinamic im Smart Baureihe 453 ab 2015
    - Volvo – Powershift (Mai 2008 bis Mai 2010 im C 30, S 40 und V 50 sowie später im C 70 in Kombination mit dem 2,0-l-Turbodiesel; weitere Anwendungen: XC60 in Kombination mit dem 2.0T-Ottomotor; V70, S80, S60 in Kombination mit den T4- und T5-Ottomotoren)

  - für Längsmotoren, Getriebe am Motor
    - BMW – 7-Gang M DKG Drivelogic (seit März 2008 im M3, seit September 2008 im 335i Coupé/Cabrio und im Z4 sDrive35i, seit März 2010 im 135i Coupé/Cabrio, seit September 2011 im BMW M5 und seit Anfang 2012 im BMW M6 verfügbar, seit 06/2014 im BMW M4, seit 04/2016 im BMW M2),

  - für Längsmotoren, Getriebe in Transaxle-Bauweise
    - Mercedes-Benz – Speedshift DCT (7-Gang-Doppelkupplungsgetriebe im SLS AMG) und Mercedes-AMG GT
    - Ferrari – (seit Januar 2009, 7-Gang-Doppelkupplungsgetriebe im California, 458 Italia und F12berlinetta; im Ferrari FF mit Allradantrieb 4RM), dann in alle Baureihen
- Hyundai Kia Automotive Group – DCT (Dual-Clutch Transmission)
  - Hyundai Motor Company
    - 6-Gang im Hyundai Veloster, in einer Hybrid-Anwendung im Hyundai Ioniq Hybrid und Plug-In Hybrid (2016)
    - 7-Gang im Hyundai i30 (GD) (ab 2015), Hyundai Veloster (ab 2015), Hyundai Tucson (ab 2015), Hyundai i40 (ab 2015), Hyundai i30 (PD), Hyundai Kona

  - Kia Motors
    - 6-Gang Kia cee’d (JD) ab 2012, in einer Hybrid-Anwendung im Kia Niro ab 2016
    - 7-Gang im Kia cee’d (JD), Soul (2014–2019), Optima (ab 2015), Sportage (2015–2021), Kia Carens (RP)
- LuK – PSG (Parallelschaltgetriebe)
- Mercedes-Benz Powertrain
  - Mercedes-Benz – 7G-DCT – 7-Gang für front/allrad-getriebene Fahrzeuge der A-Klasse (außer W177 A200 und A180d), B-Klasse, CLA-Klasse, GLA-Klasse
  - Mercedes-Benz – 8G-DCT  – 8-Gang (F-DCT 400) für front/allrad-getriebene Fahrzeuge basierend auf der MFA2-Plattform, welche unter anderem als Basis der A-Klasse der Baureihe 177 dient. Dieses Getriebe wird aktuell (Stand 06/2020) lediglich in Verbindung mit sämtlichen Leistungsstufen der Motoren OM654q (200d, 220d) und M139 (45, 45s) sowie dem Plug-in-Hybridmodell A250e mit M282-Motor angeboten.
  - Infiniti – DCT 7-Gang für Infiniti Q30 und Infiniti QX30
- Nissan / Aichi Kikai Kōgyō
  - 6-Gang im GT-R (in Transaxle-Bauweise)
- Porsche – PDK (1984 im Rennsport-Porsche 956/962)
- Ricardo Engineering
  - Bugatti – DSG (im Veyron, 7-Gang-DSG seit 2005)
- Volkswagen AG
  - Artega – DSG (Vorstellung im Artega GT, 6-Gang-DSG von VW)
  - Audi – S tronic (bis Mitte 2005 unter der Bezeichnung DSG)
    - für längs eingebaute Motoren: 7-Gang-DSG (DL501, erstes und einziges DSG für Differential-gesteuerten Allradantrieb) bis 550 Nm für Frontlängsmotoren im A4, A5, A6, A7 und Q5
    - für längs eingebaute Motoren, Frontantrieb: 7-Gang-DSG DL382 seit 2014 an Motoren des passenden Drehmomentes im A4, A5, A6, A7, Q5[6]
    - für längs eingebaute Motoren, Allradantrieb: 7-Gang-DSG DL382 seit 2015 an Motoren des passenden Drehmomentes im A4, A5, A6, A7, Q5 (jeweils ab Einsatz der neuen Modelle, DL501 kommt dort nicht mehr zum Einsatz)
    - für quer eingebaute Motoren im A1, A3, Q2, Q3, TT siehe Volkswagen
    - für Audi R8 ab 2015 siehe Lamborghini

  - Lamborghini
    - 7-Gang im Lamborghini Huracán LDF (Lamborghini Doppia Frizione) ab 2014, im Audi R8 unter der Bezeichnung S tronic (interne Audi-Bezeichnung DL 800) ab 2015

  - Porsche – PDK – Porsche Doppelkupplungsgetriebe (Variante des DL501, ab 2014 im Porsche Macan mit Anpassungen an Software und Allradantrieb)[7]
  - Seat – DSG
    - 6-Gang-DSG im Altea seit 2004, im Leon und Ibiza (ab 2006), Seat Alhambra (ab 2015), Seat Ateca (ab 2016)
    - 7-Gang-DSG im Leon, Altea, Altea XL seit 2009, Seat Toledo (ab 2015), Seat Alhambra (ab 2017), Seat Ateca (ab 2017), Seat Ibiza (ab 2017), Seat Arona (ab 2017)

  - Škoda – DSG (6-Gang-DSG seit 2004, 7-Gang-DSG seit Februar 2009, erhältlich in den Modellreihen Octavia II, Octavia III, Superb II, Fabia II, Fabia III, Rapid, Roomster, Yeti, Kamiq, Karoq, Kodiaq)
  - Volkswagen – DSG (Direktschaltgetriebe) (oder unter S tronic bei Audi) für quer eingebaute Motoren
    - 6-Gang-DSG (DQ250 ca. 80 kg) bis 380 Nm (Nasskupplung) seit 2003 – 2017
    - 7-Gang-DSG (DQ380 (nur Markt China)[8] / DQ381 (CO2 optimiert)[9]) bis 380 Nm (Nasskupplung) seit 2014
    - 6-Gang DSG (DQ400e) bis 400 Nm (Nasskupplung) in Hybrid-Anwendungen (Golf GTE, Passat GTE, Tiguan PHEV[10] (nur China) seit Ende 2014)[11]
    - 7-Gang-DSG (DQ500 ca. 94 kg) bis 600 Nm (Nasskupplung) seit 2009 erhältlich u. a. im T5, Audi RS3,  Passat B8 BiTDI und Audi RS Q3
    - 7-Gang-DSG (DQ200 ca. 73 kg) bis 250 Nm (Trockenkupplung) seit 2007 erhältlich in verschiedenen Modellen; als Hybrid-Anwendung im VW Jetta Hybrid 1.4 TSI DSG

  - Volkswagen Nutzfahrzeuge
    - DSG VW Caddy III – wie Volkswagen
    - DSG 7-Gang-DSG DQ500 (nasslaufende Doppelkupplung) seit September 2009 im T5GP mit 2,0-l-TDI erhältlich und dann im VW T6
- ZF Friedrichshafen AG
  - Porsche – PDK
    - ZF 7DT45HL seit Juli 2008 im Porsche 911, ab Februar 2009 im Cayman und Boxster, ab Oktober 2009 auch im Panamera sowie 911 Turbo und Turbo Cabrio
    - ZF 8DT ab 2016 als 8-Gang-PDK im Porsche Panamera; Bentley Continental GT ab 03/2018
- Oerlikon Graziano
  - McLaren MP4-12C
- Honda
  - erstes Doppelkupplungsgetriebe (DCT) für Motorräder 2010 in der neuen Honda VFR1200F
  - (DCT) als Option für die NC 700S (RC61), den Maxi Roller NC 700D Integra (RC62), die Honda NC700X (RC63) und die Honda Africa Twin.

## Rückrufaktionen und bekannte Probleme im Serieneinsatz
Das Doppelkupplungsgetriebe DQ200 des Volkswagen-Konzerns war in einigen Ländern der Welt Gegenstand von Rückrufaktionen wegen technischer Probleme. So wurden im Jahr 2009 in den USA 13.500 Fahrzeuge mit DQ200 wegen Problemen in die Werkstätten zurückgerufen.
2013 musste Volkswagen in China etwa 384.000 Fahrzeuge zurückrufen, da es zu Problemen mit dem Doppelkupplungsgetriebe DQ200 gekommen war.
Nach Volkswagen-Angaben stehen diese Probleme in Verbindung mit Witterungsbedingungen (wechselnde Temperaturen bei hoher Luftfeuchtigkeit und dadurch Kondenswasserbildung im Öl).
In Japan wurden 2013 etwa 91.000 Fahrzeuge zurückgerufen, dabei handelte es sich nur um Fahrzeuge mit dem trockenen 7-Gang DSG (DQ200).
Im November 2013 rief der Volkswagen-Konzern weltweit 1,6 Millionen Fahrzeuge mit trockenlaufendem 7-Gang-Doppelkupplungsgetriebe, Typ DQ200, zurück, 257.000 davon in Deutschland. Betroffen waren Fahrzeuge der Marken Volkswagen, Audi, Seat und Škoda. Auch später kam es noch zu Klagen wegen schnell verschlissenen Kupplungen sowie Sensorproblemen, welche den Austausch der Schalteinheit notwendig machen.
In Schweden wurde 2012 der Verkauf von Taxen vom Typ VW Passat mit DSG eingestellt, da es wiederholt zu Problemen im Taxibetrieb gekommen war.

## Vor- und Nachteile gegenüber konventionellen Automatikgetrieben
Doppelkupplungsgetriebe verbrauchen zwischen den Schaltvorgängen nur wenig Energie, da sie ohne Zugkraftunterbrechung mit geringem Kupplungsverlust schalten. Die Nachteile der Getriebeart haben sich in den letzten Jahren stark reduziert.